# Bir
Bir (बीर en Hindi) est un village rural à l'ouest de la vallée de Joginder Nagar, située dans l'Etat de l'Himachal Pradesh, au nord de l'Inde. C'est aussi l'emplacement de la colonie tibétaine de Bir, fondée  au début des années 1960 pour les réfugiés Tibétains juste après le Soulèvement tibétain de 1959.
Bir est célèbre pour ses nombreux monastères bouddhistes tibétains ainsi que  les centres de soutien des écoles Nyingma, Karma Kagyu et Sakya, situées dans le village de Bir ou proches de ce dernier. Un grand stupa est également présent dans ce village. L'écotourisme, les études spirituelles et la méditation sont les activités qui attirent les visiteurs.

## Histoire

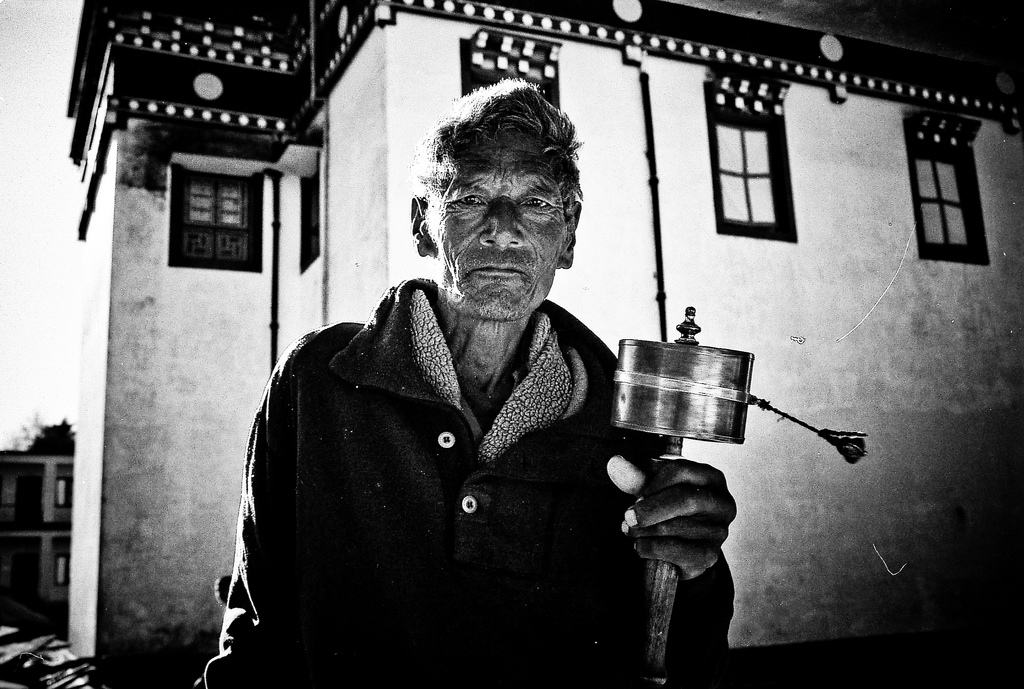
Un pèlerin tibétain faisant tourner un moulin à au monastère bouddhiste Tibétain, 1998.

### La colonie tibétaine
En 1966 le troisième Neten Chokling (1928-1973), un lama provenant de la lignée Nyingma du Bouddhisme Tibétain, ramena sa famille et une partie de son entourage à Bir. Grâce à de l'aide étrangère, Neten Chokling acheta plus de 200 acres de terres et établi un habitat tibétain où 300 familles tibétaines avaient accès à des terres pour construire des maisons.
Au même moment, Chokling Rinpoche a aussi commencé à construire dans ce village un nouveau monastère de Neten qui accueillait des disciples qui l'ont suivi. Quand le troisième Chokling Rinpoche mourut en 1973, son fils ainé, Orgyen Tobgyal (en 1951), a assumé la responsabilité de completer la vision de son père. La quatrième incarnation de Neten Chokling, née en 1973 au Bhoutan et s'installa à Bir, à un jeune âge où la famille du troisième Neten Chokling le protéga. En 2004 toute la responsabilité du Monastère Pema Ewam Chögar Gyurme Ling Monastery à Bir fut transférée au quatrième Neten Chokling.

## Géographie

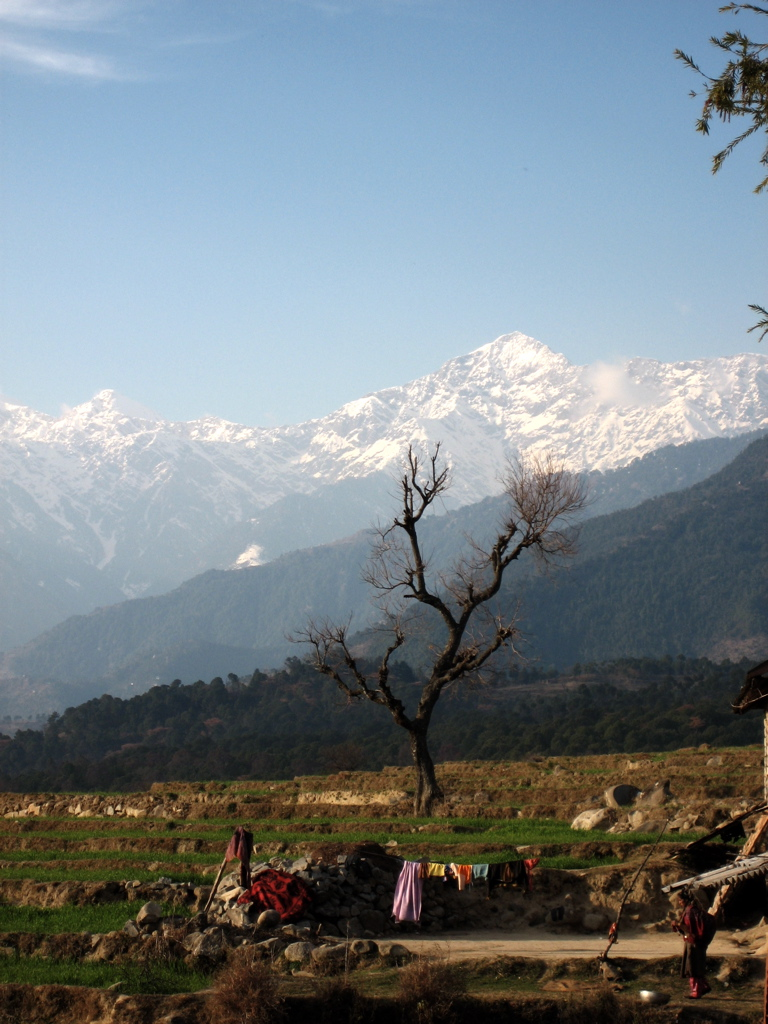
Montagnes et champs près de la colonie Tibétaine de Bir.

Bir est situé dans le Tehsil ( subdivision administrative) de Baijnath, au disctrict de Kangra à l'intérieur de l'état Indien de l'Himachal Pradesh.
Géologiquement, Bir est situé dans la vallée de Joginder Nagar, Dhauladhar à la base de l'Himalaya Indien.

## Population
La population de Bir est principalement composée d'agriculteurs Indiens. Il y a aussi une assez importante partie de réfugiés Tibétains, notamment dans la colonie tibétaine de Bir. Enfin, il y a aussi une petite partie d'expatriés à long-terme, tels que des étudiants, des bénévoles, ou tout simplement des touristes.

## Principales institutions et attractions
Il y a de nombreuses institutions à Bir qui attirent des étudiants, des touristes, et des volontaires venant de toute l'Inde.
L'Institut Deer Park , l'Institut Dharmalaya  et l'usine de thé de Bir, qui offre des visites montrant le déroulement de la production de thé.

## Parapente

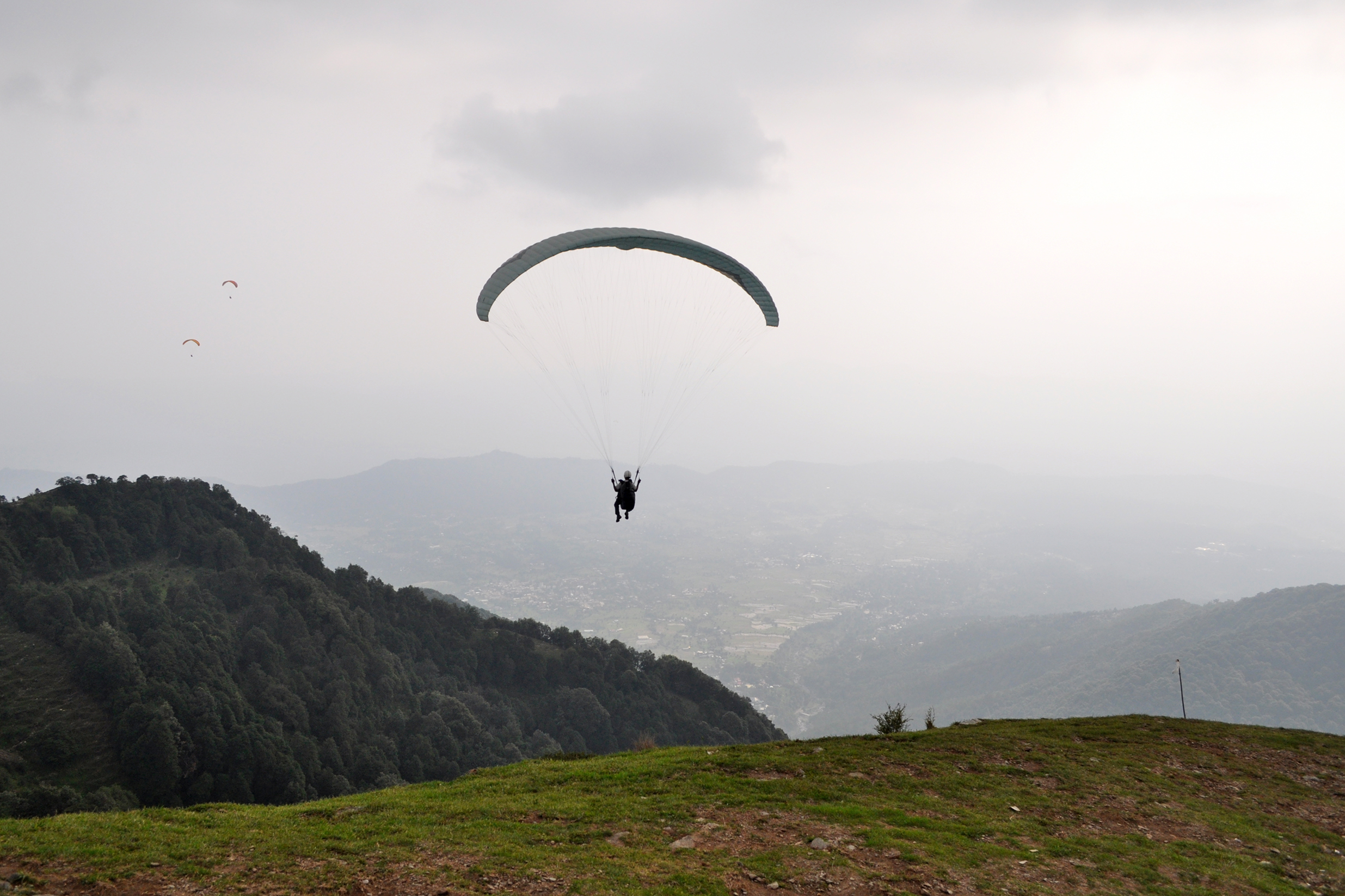
Parapente à Bir

Le village de Bir accueille notamment des pratiquants de parapente, la saison est de septembre à octobre, mais peut se prolonger jusqu'en novembre. Par consequent, le village de Bir est hôte d'évènements internationaux et de competitions en rapport avec cette pratique,.

## Colonie tibétaine de Bir

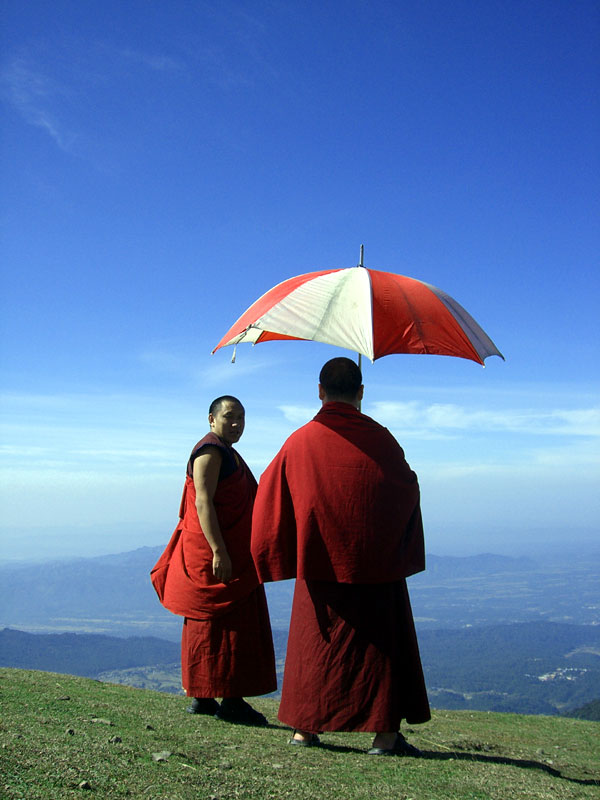
Moines tibétains à Bir

La colonie tibétaine de Bir est située au sud-est du village de Bir et fut établie au début des années 1960 à la suite de l'exil du Dalai Lama. De nombreux bâtiments en rapport à cette colonie toujours présente aujourd'hui se trouvent dans le village.

## Culture populaire
Bir fut le lieu où  se passa le film de Khyentse Norbu, La Coupe (Phörpa) (1999), basé sur des évènements qui prirent place à Bir durant la coupe du monde de football.